# Mauria trichothyrsa
Mauria trichothyrsa es una especie de fanerógama en la familia Anacardiaceae. 

## Hábitat
Es endémica de Perú, y está vulnerable a la destrucción de hábitat. Es un árbol conocido sólo de la colección tipo recolectada en 1904 de sotobosques en la cuenca del Llaucano, departamento de Cajamarca.

## Taxonomía
El género fue descrito por Ludwig Eduard Theodor Loesener y publicado en Botanische Jahrbücher für Systematik, Pflanzengeschichte und Pflanzengeographie 37: 571. 1906.